# Ritratto del cardinale Alessandro Farnese (Tiziano)
Il Ritratto del cardinale Alessandro Farnese è un dipinto a olio su tela (97×73 cm) realizzato nel 1545-1546 circa da Tiziano Vecellio e conservato al Museo nazionale di Capodimonte di Napoli.

## Storia
Non si hanno notizie puntuali sulla commessa del ritratto. Di certo si sa che il cardinale, grande mecenate e principale interlocutore della famiglia Farnese con Tiziano, a cui chiese dapprima il Ritratto a Ranuccio, fratello minore del cardinale, poi quello al nonno Paolo III a capo scoperto, e per finire la Danae, che fu richiesta per il proprio camerino.
Successivamente Tiziano fu chiamato a Roma al seguito della corte papale e proprio in questo contesto fu richiesto e svolto il ritratto ad Alessandro il Giovane (1520-1589), nominato cardinale di Sant'Angelo in Foro Piscium nel 1534, all'età di quattordici anni, da papa Paolo III. Negli inventari del 1641 e del 1644 il dipinto risulta nel palazzo Farnese di Roma; successivamente, a partire dal 1662, la tela assieme alle più prestigiose della collezione della dimora romana, quindi anche tutte le altre di Tiziano eseguite per la famiglia, prese la strada del ducato di Parma e Piacenza. Negli inventari emiliani il dipinto viene menzionato come «ritratto in tela del cardinal Sant'Angelo testa busto e mani», opera di Tiziano, catalogata col numero 66. La tela seguirà poi l'iter di tutte le altre di Tiziano di casa Farnese, ossia compare dapprima nel palazzo del Giardino di Parma (1680) e poi viene selezionata tra le opere "meritevoli" di trasferimento nella nuova e selezionata galleria del palazzo della Pilotta della stessa città emiliana.

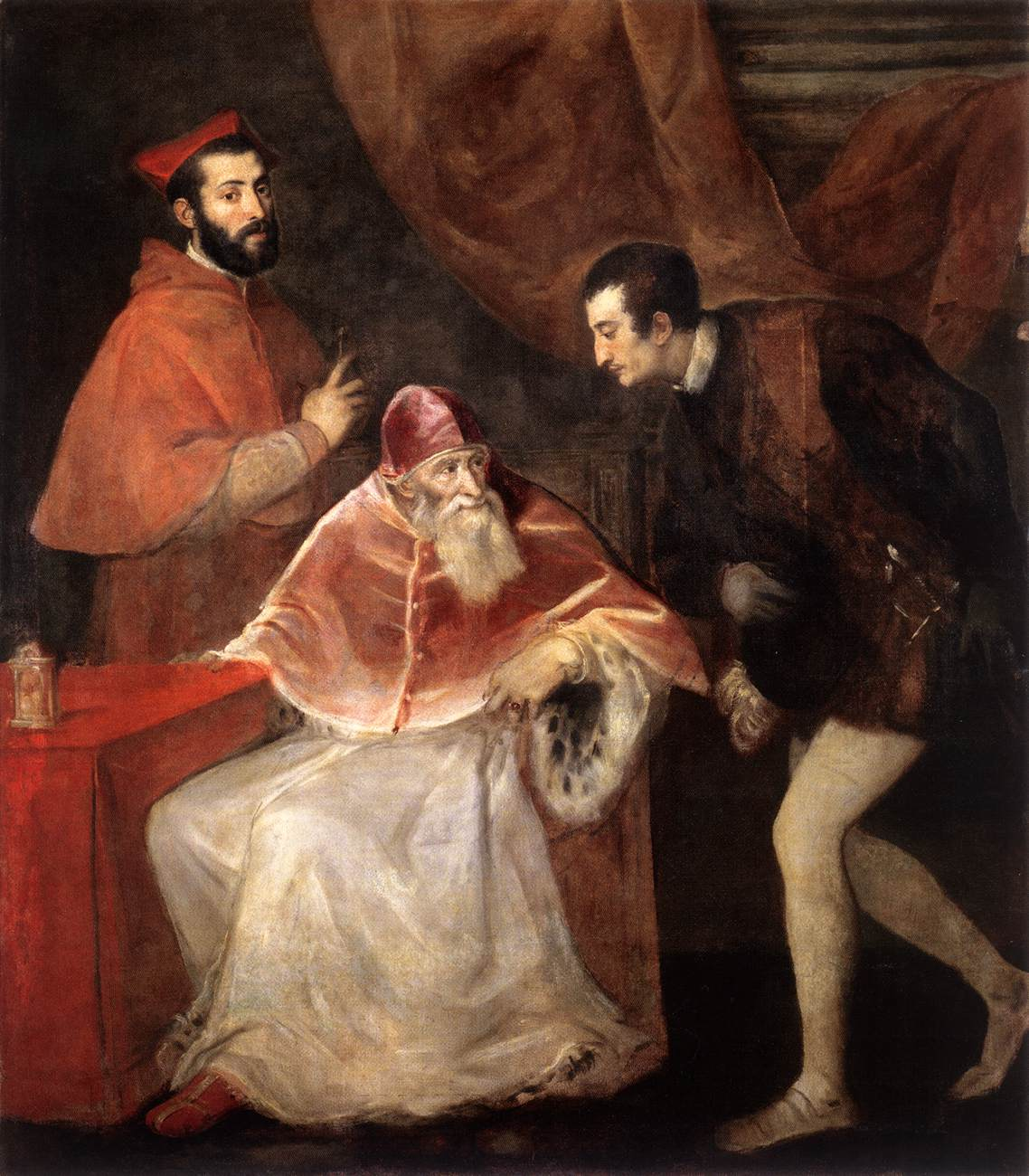
Ritratto di Paolo III con i nipoti, 1545-1546, Tiziano (Napoli, Museo di Capodimonte)

Nel 1734 il ritratto, facente parte della collezione Farnese, che venne quindi ereditata da Elisabetta, ultima discendente della famiglia, e poi subito a seguire dal figlio Carlo di Borbone, fu trasferito assieme a gran parte della raccolta emiliana a Napoli. Da questo momento in poi, sotto il profilo storico, la tela ha uno scostamento rispetto agli altri capolavori di Tiziano, come il Ritratto di Paolo III, o la Danae, o il Ritratto di Paolo III con i nipoti, giunti anch'essi a Napoli.
Il ritratto a figura singola di Alessandro il Giovane fu infatti trafugato nel 1799 dalle truppe francesi, che intanto avviavano moti rivoluzionari nella città di Napoli, instaurando in quell'anno la Repubblica napoletana, così che l'emissario che operava per conto di Ferdinando IV di Borbone, Domenico Venuti, che si occupava di reperire opere d'arte sottratte alla città, o comunque di arricchire quella che era la collezione Borbone, rinvenne il ritratto a Roma l'anno seguente, riportandolo dunque per volere del re a Napoli, ma questa volta non più a Capodimonte, ma bensì al palazzo di Francavilla. Il dipinto quindi non fu tra quelli messi in sicurezza a Palermo da Ferdinando IV, durante il decennio francese del 1805-1815, ma rimase sempre a Napoli. Viene registrata poi nel palazzo Reale fino al 1831, anno in cui si spostò verso il nuovo Real Museo Borbonico che si costituì nel palazzo dei Regi Studi (attuale Museo archeologico nazionale di Napoli), dove si cita inequivocabilmente un «ritratto di Cardinal Santangelo con guanti in mano, di Tiziano Vecellio».
Alla fine dell'Ottocento parte della critica ha messo in discussione l'autografia della tela, causa anche il cattivo stato di conservazione in cui versava, mentre recenti lavori di restauro effettuati negli anni novanta del XX secolo, che hanno ripristinato l'originale materia cromatica e la qualità pittorica (tra cui il drappo verde e il bagliore sulla sinistra della scena), in piena sintonia con il periodo (seppur breve) romano di Tiziano, ne hanno confermato la titolarità al maestro veneziano.

## Descrizione
Il cardinale, qui ventiseienne, è ripreso a mezzo busto in abiti cardinalizi con dei guanti nella mano destra e sullo sfondo un drappo verde. Lo sguardo è acuto e penetrante, i modi appaiono eleganti sia nelle vesti che nella postura, che si concretizzano nel particolare dei guanti tenuti in mano, accessorio anomalo in un ritratto di un uomo di chiesa, mentre più usuale in quelli coevi fatti a gentiluomini e nobili.
Sul retro della tela è invece il sigillo in ceralacca grigio con il giglio dei Farnese, il numero d'inventario originale "66" e la scritta "C.S.ANGLO", in riferimento al titolo cardinalizio di Alessandro. Considerate le somiglianze della figura con quella che comprate nel triplo ritratto di Paolo III con i nipoti, si ritiene che le due opere non si discostino molto sotto il profilo cronologico l'una all'altra.
Una copia attribuita alla cerchia di Tiziano, che anch'essa ha seguito l'iter dell'originale di Capodimonte, quindi già al palazzo romano dei Farnese, inv. n. 33, poi al palazzo del Giardino di Parma, inv. n. 228, poi a quello della Pilotta, inv. n. 290, e poi a Napoli, è oggi alla reggia di Caserta.